# Montesclaros
Montesclaros – gmina w Hiszpanii, w prowincji Toledo, w Kastylii-La Mancha, o powierzchni 20,58 km². W 2011 roku gmina liczyła 455 mieszkańców.